# Дикастерия по межрелигиозному диалогу
Дикастерия по межрелигиозному диалогу (лат. Dicasterium pro dialogo inter religiones), бывший Папский совет по межрелигиозному диалогу (лат. Pontificium Consilium pro Dialogo Inter Religiones) — одна из 16 дикастерий Римской курии. Совет был учреждён папой римским Павлом VI 19 мая 1964 года как Секретариат по делам нехристиан, а позднее,  28 июня 1988 года, переименован в Папский совет по межрелигиозному диалогу Папой Иоанном Павлом II. 5 июня 2022 года, в связи с вступлением в силу апостольской конституции «Praedicate Evangelium» Папский Совет был преобразован в дикастерию, во главе с префектом.
Нынешний префект Дикастерии — кардинал Джордж Джейкоб Кувакад. Секретарь Дикастерии — монсеньор Индунил Янакаратне Кодитхувакку Канканамалаге.

## Продвижение диалога
Дикастерия по межрелигиозному диалогу — центральное ведомство Римско-католической церкви по содействию межрелигиозному диалогу в соответствии с духом Второго Ватиканского Собора, в особенности декларации Nostra Aetate. 
Дикастерия имеет следующие обязанности:
1. Продвижение взаимного понимания, уважения и сотрудничества между католиками и последователями других религий;
2. Поощрение изучения религий;
3. Продвижение формирования людей, посвященных диалогу.

Полностью независима Комиссия по религиозным отношениям с евреями, которая сообщается с отдельной Дикастерией по содействию христианскому единству. Однако, эти обе Дикастерии очень тесно сотрудничают.

## Платформа Аринзе
Этот пост, как рассматривается, сделал карьеру кардинала Фрэнсиса Аринзе. Аринзе был возведён в кардиналы как раз перед занятием поста. Он тогда служил на различных связанных должностях, включая пост председателя Специального собрания по Африке Синода епископов.
Он также получил честь на этой должности: 24 октября 1999 года он получил золотую медаль от Международного совета христиан и евреев за свои выдающиеся достижения в отношении межрелигиозных связей. Он путешествовал экстенсивно и стал популярным оратором в Соединенных Штатах Америки.
Его статус также повысился в пределах Церкви. Как член Комитета Великого Юбилея 2000 года он работал близко с индивидуальными епископами и священниками во всем мире и далее впечатлил папу римского Иоанна Павла II, который 1 октября 2002 года, сделал его префектом Конгрегации Богослужения и Дисциплины Таинств. Это рассматривается как четвёртый по старшинству пост в Римско-католической церкви.
Соответственно лидерство Дикастерии замечено некоторыми как начало карьеры во Вселенской Церкви.

## Нынешние действия
Действия Дикастерии сегодня кажутся сосредоточенными на связях на основе общих ценностей и интересов со сторонниками других религий и духовным лидерам. Дикастерия приглашает посетителей в Рим, он посещает других, встречает гонимых и издает бюллетень, называемый «Pro Dialogo» три раза в год, содержащий «существенные тексты Церкви о диалоге, статьи и новости относительно действий диалога во всем мире» и Межрелигиозный справочник диалога.

## Противоречия
11 марта 2006 года, папа римский Бенедикт XVI передал Папский совет по межрелигиозному диалогу под управление председателя Папского совета по культуре кардинала Поля Пупара. Однако, поскольку это было замечено как «понижение» для межрелигиозных дел, папа Бенедикт XVI снова дал Совету своего собственного председателя.

## Структура
Дикастерия состоит из органа принятия решений, консультативного органа и исполнительного органа.

### Председатели Папского совета по межрелигиозному диалогу
- кардинал Паоло Марелла — (19 мая 1964 — 26 февраля 1973);
- кардинал Серджо Пиньедоли — (6 марта 1973 — 15 июня 1980);
- Жан Жадо — (27 июня 1980 — 8 апреля 1984);
- кардинал Фрэнсис Аринзе — (8 апреля 1984 — 1 октября 2002);
- Майкл Фицджеральд — (1 октября 2002 — 15 февраля 2006 — кардинал с 5 октября 2019 года);
- кардинал Поль Пупар — (11 марта 2006 — 1 сентября 2007);
- кардинал Жан-Луи Торан — (1 сентября 2007 — 5 июля 2018);
- кардинал Мигель Анхель Аюсо Гихот — (25 мая 2019 — 5 июня 2022).

### Префекты Дикастерии по межрелигиозному диалогу
- кардинал Мигель Анхель Аюсо Гихот — (5 июня 2022 — 25 ноября 2024);
- кардинал Джордж Джейкоб Кувакад — (24 января 2025 — по настоящее время).